# Église Saint-Paul de Berlin-Gesundbrunnen
Pour les articles homonymes, voir Église Saint-Paul.
L'église Saint-Paul (en allemand : St.-Pauls-Kirche) est une église luthérienne-protestante du quartier berlinois de Gesundbrunnen, l'une des « églises de faubourgs » réalisées par l'architecte Karl Friedrich Schinkel dans les années 1830. Consacrée à l'apôtre Paul, elle ne doit pas être confondue avec l'église catholique Saint-Paul de Berlin-Moabit.

## Historique
C'est au milieu du XVIIIe siècle que commencent à s'installer de nouveaux habitants au nord des limites de la capitale prussienne, aux alentours du manoir de Wedding sur la petite rivière Panke. Les environs deviennent un faubourg vers 1830.

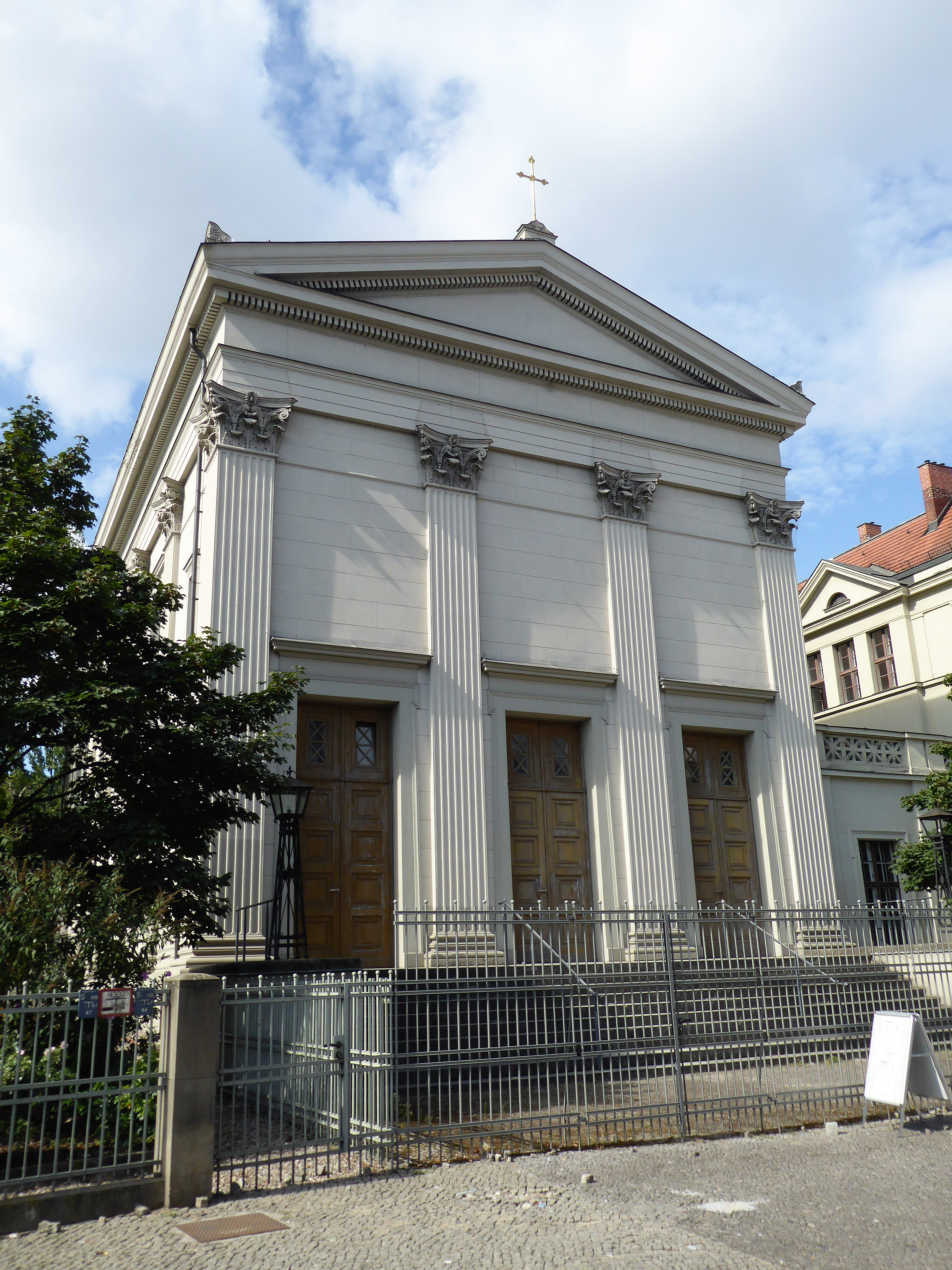
Le portail de l'église.

Aussi le roi Frédéric-Guillaume III donne-t-il la permission de faire bâtir des églises dans les nouveaux faubourgs pour faire face aux besoins spirituels de la population en pleine croissance. Quatre églises de faubourgs sont construites par Karl Friedrich Schinkel dont la troisième est celle du nouveau faubourg de Wedding, l'église Saint-Paul (1832-1835). Elle est consacrée le 12 mai 1835 et devient quelques mois plus tard une nouvelle église paroissiale détachée de sa paroisse mère, celle de Sainte-Sophie à Spandau.
Un de ses pasteurs du XIXe siècle fut le théologien luthérien Philipp Buttmann (1809-1901), fils du philologue Philipp Karl Buttmann, né de la famille huguenote française Boudemont.
L'église est sévèrement endommagée par un bombardement aérien en 1943, puis est incendiée pendant les combats de rue de la bataille de Berlin en avril-mai 1945. Elle n'est plus que ruines, lorsqu'il est décidé de la reconstruire en 1952. Les autorités (dont le Landeskonservator Hinnerk Scheper) font appel à l'architecte Hans Wolff-Grohmann qui conçoit un intérieur moderne en respectant le style extérieur. Le quartier fait partie à l'époque du secteur d'occupation française de Berlin.
L'orgue de trente-quatre registres date de 1965.

## Architecture
Comme les églises de faubourgs de Schinkel doivent être construites rapidement et à l'économie, celle de Wedding se présente sous une forme simple de temple grec avec une façade tétrastyle de pilastres corinthiens soutenant un fronton avec une large architrave. Il n'y avait pas de clocher au départ.
Son plan est rectangulaire à une nef avec une abside et des tribunes. Quatre grandes fenêtres au-dessus de quatre petites fenêtres éclairent chaque côté.
Une sacristie est ajoutée en 1885 et Max Spitta fait ériger un campanile de 32 mètres de hauteur en 1889-1890 qui n'existe plus aujourd'hui. En 1910, pour les soixante-quinze ans d'anniversaire de la communauté paroissiale, celle-ci fait bâtir une salle de mariage, servant de salle de fêtes paroissiales, à côté de l'église dans le même style que celui de Schinkel. Des bâtiments annexes jouxtent l'église.

## Autres églises de faubourgs construites par Schinkel
- Église Sainte-Élisabeth de Berlin-Mitte ;
- Église Saint-Jean de Berlin-Moabit ;
- Ancienne église de Nazareth de Berlin-Wedding.

## Source
- (de) Cet article est partiellement ou en totalité issu de l’article de Wikipédia en allemand intitulé « St.-Pauls-Kirche (Berlin) » (voir la liste des auteurs).